# Caperonia
Caperonia (Falso cróton) é um género botânico pertencente à família Euphorbiaceae.
As plantas deste gênero são encontradas nas regiões tropicais da América e África.

## Sinonímia
| - Acanthopyxis Miq. ex Lanj. nom. inval. - Androphoranthus H.Karst. - Cavanilla Vell. | - Lepidococea Turcz. - Meterana Raf. |

## Espécies
Composto por 52 espécies:
| - Caperonia acalyphifolia - Caperonia aculeolata - Caperonia angusta - Caperonia angustissima - Caperonia bahiensis - Caperonia buchanani - Caperonia buettneriacea - Caperonia castaneaefolia - Caperonia castanefolia - Caperonia castro - Caperonia chevalieri - Caperonia chiltepecensis - Caperonia corchoroides - Caperonia cordata - Caperonia cubana - Caperonia cubensis - Caperonia fistulosa - Caperonia gallabatensis | - Caperonia gardneri - Caperonia glabrata - Caperonia heteropetala - Caperonia heteropetaloides - Caperonia hirtella - Caperonia hystrix - Caperonia langsdorffii - Caperonia latifolia - Caperonia latior - Caperonia liebmanniana - Caperonia linearifolia - Caperonia lutea - Caperonia macrocarpa - Caperonia multicostata - Caperonia neglecta - Caperonia nervosa - Caperonia paludosa - Caperonia palustria | - Caperonia palustris - Caperonia panamensis - Caperonia paraguayensis - Caperonia pubescens - Caperonia regnellii - Caperonia rutenbergii - Caperonia senegalensis - Caperonia serrata - Caperonia similis - Caperonia spinosa - Caperonia stenomeres - Caperonia stenophylla - Caperonia stuhlmanni - Caperonia subrotunda - Caperonia velloziana - Caperonia zaponzeta |

## Nome e referências
Caperonia A.St.-Hil.